# 舍尔纳赫
舍尔纳赫是德国巴伐利亚州的一个市镇。总面积39.92平方公里，总人口4958人，其中男性2451人，女性2507人（2011年12月31日），人口密度124人/平方公里。